# Interacció dipol-dipol
La interacció dipol-dipol consisteix en l'atracció entre l'extrem positiu d'una molècula polar i el negatiu d'una altra. Aquestes interaccions, també anomenades interaccions de Keesom van ser descobertes per Willem Hendrik Keesom el 1921 i va elaborar la primera descripció matemàtica de les forces existents entre dues molecules amb dipols permanents, o sigui, entre diferencials de càrrega δ+ i δ- de les zones més electronegatives amb zones més electropositives en les molecules. Un exemple el podem veure en el cas de l'àcid clorhídric:
En la molecula exemple podem veure dos dipols. Els diferencials simplement signifiquen excessos de càrrega finita en un infinitessim volum. Aquests diferencials simulen dues càrregues iguals i oposades en signe δ+ and δ-, amb una distància d que les separa.
Com que aquesta distància d és més petita que qualsevol distància R des del punt dipol, assumim que d/R >> (d/R)² (Idealització).
Òbviament, cap molecula té un punt de dipol ideal, ja que no existeixen realment els dipols permanents.
Escrivim
{\displaystyle {\boldsymbol {\mu }}^{A}=(\mu _{x}^{A},\mu _{y}^{A},\mu _{z}^{A})\quad {\hbox{i}}\quad \mu _{z}^{A}={\boldsymbol {\mu }}^{A}\cdot {\hat {\mathbf {R} }}_{AB}\equiv {\boldsymbol {\mu }}^{A}\cdot {\frac {\mathbf {R} _{AB}}{R_{AB}}}}
i igualment per B, aconseguim la coneguda expressió
{\displaystyle E_{\mathrm {dip-dip} }={\frac {1}{R_{AB}^{3}}}\left[{\boldsymbol {\mu }}^{A}\cdot {\boldsymbol {\mu }}^{B}-3({\boldsymbol {\mu }}^{A}\cdot {\hat {\mathbf {R} }}_{AB})({\hat {\mathbf {R} }}_{AB}\cdot {\boldsymbol {\mu }}^{B})\right].}
Els seus canvis són més latents en els sòlids que en els líquids.